# Ulf Ingelsson
Ulf Ingel Leif Ingelsson, född 2 juni 1944 i Edsele församling i Västernorrlands län, är en svensk militär.

## Biografi
Ingelsson avlade officersexamen vid Krigsskolan 1968 och utnämndes samma år till officer vid Norrlands trängregemente. Han gick Stabskursen vid Militärhögskolan 1976–1978, inträdde i Generalstabskåren 1980, tjänstgjorde vid Arméstaben 1980–1984, var chef för FN-sjukhuset i Libanon 1984 och var chef för Trängavdelningen i Arméstaben 1984–1986. Därefter tjänstgjorde han vid ACOS/LOG UNIFIL i Libanon 1986–1987, var ställföreträdande chef för Norrlands trängregemente 1987–1989, tjänstgjorde åter vid Arméstaben 1989–1991 och var ställföreträdande chef för Arméns underhållscentrum 1991–1993. Efter att ha varit chef för Mellersta militärområdets materielförvaltning 1993 var han stabschef vid Mellersta underhållsregementet 1994–2001 samt stabschef och ställföreträdande chef vid Teknikdivisionen i Försvarsmaktens logistik från 2002–2005. Ingelssons grad är överste.